# Mavis Bacca Dowden
Mavis Bacca Dowden (Londres, 1908 - Surrey, diciembre de 2005) fue una violinista inglesa que residió en Barcelona desde finales de 1939 hasta 1943 colaborando con el Consulado Británico en las tareas de ayuda a los soldados aliados y a los refugiados que huían de la Francia ocupada por el nazismo durante la Segunda Guerra Mundial. Fue acusada de espionaje por la Policía franquista y recluida en la Cárcel de Mujeres de Les Corts de Barcelona.

## Trayectoria
Pese a su apellido italiano, Mavis era hija de padre inglés y madre de origen checo. Sentía una gran fascinación por Italia, país en el que vivía por motivos de salud mientras perfeccionaba sus estudios musicales. Se convirtió al catolicismo y residió en Roma y Florencia, viviendo en conventos de monjas.
Al inicio de la Segunda Guerra Mundial, la alianza de Italia con la Alemania nazi la obligó a abandonar el país. Por recomendación de las monjas, se trasladó al Convento del Sagrado Corazón de Barcelona. Allí se ganaba la vida dando clases de música y de idiomas. Rápidamente fue consciente de que en la nueva España imperaba un régimen represivo y completamente hostil a la causa aliada.
Desde los consulados Británico y Polaco,pero al margen de las misiones diplomáticas habituales, se gestionaba una red de apoyo a los miembros de las fuerzas aliadas que conseguían atravesar los Pirineos. Estos eran acogidos y distribuidos en pisos francos, y se les facilitaban documentos y cobertura para llegar a Gibraltar o Portugal. Bacca Dowden se adhirió a este grupo clandestino y junto a Wanda Morbitzer Tozer y Karolina Babecka Pons (nacida en Varsovia, de padre diplomático polaco y madre catalana) colaboró activamente hasta que la red fue desarticulada.
Detenida y conducida a los calabozos de la Comisaría superior de policía de Via Layetana, permaneció más de una semana incomunicada y sometida a duros interrogatorios por parte del comisario Eduardo Quintela Bóveda y sus hombres. Fue acusada de espionaje y trasladada a la cárcel de mujeres de Les Corts el 5 de mayo de 1942,donde permaneció un año a la espera de un juicio que nunca llegó a celebrarse. El Consulado Británico intervino en el caso y logró que fuera excarcelada, quedando casi otro año en Barcelona en libertad vigilada y condenada al ostracismo, hasta que fue expulsada y deportada a Lisboa, desde donde fue devuelta a Gran Bretaña. Tras ser interrogada y pasar un período de recuperación en Oxfordshire, le asignaron un trabajo al departamento de Inteligencia Política del Ministerio de AA.EE. (Foreing Office).
Le costó volver a su profesión musical después de tantas penalidades, pero contó con la ayuda del violinista Léon Goossens y de la pianista Myra Hess y se integró en la Boyd Neel Chamber Orchestra y La New London Symphony Orchestra, y más adelante en el Sadler's Wells Ballet y en la Royal Opera House en el Covent Garden.
Años más tarde, el cíentífico y médico español Josep Trueta y Raspall que frecuentaba su círculo de amistades, le sugirió escribir sus memorias, pero no fue hasta 1991 estando ya jubilada que el exjefe del Departamento de Servicios extranjeros de la BBC le animó a publicarlas. La edición inglesa llevaba por título Spy-jacket! La edición catalana, publicada en 1994 se titulaba Acusada d'espia a la Barcelona franquista 1939-1943,y fue posible gracias a la hija del Dr.Trueta, Amelia y su marido Michael B. Strubell, siendo el encargado de la traducción su hijo Antoni Strubell i Trueta, y contando también con la colaboración del monje Josep Massot y Muntaner de la Abadía de Montserrat, de Jordi Úbeda y de Josep Benet.
Bacca Dowden regresó a Barcelona para la presentación del libro en 1994. Murió en Inglaterra en 2005 a los 97 años.

## Obra
- BACCA DOWDEN, Mavis: Acusada d’espia a la Barcelona franquista. 1939-1943. Pòrtic. Barcelona, 1994. ISBN  9788473069984